# Trechina
Trechina es una subtribu de coleópteros adéfagos perteneciente a la familia Carabidae.

## Géneros
Se reconocen los siguientes:
- Accoella Ueno, 1990
- Acheroniotes Lohai & Lakota, 2010
- Adriaphaenops Noesske, 1928
- Aepiblemus Belousov & Kabak, 1993
- Agonotrechus Jeannel, 1923
- Agostinia Jeannel, 1928
- Alanorites Belousov, 1998
- Albanotrechus Casale & V.B. Gueorguiev, 1994
- Allegrettia Jeannel, 1928
- Allotrechiama Ueno, 1970
- Ameroduvalius Valentine, 1952
- Anchotrechus Jeannel, 1927
- Andinorites Mateu & Belles, 1980
- Andinotrechus Mateu, 1981
- Anillidius Jeannel, 1928
- Anophthalmus Sturm, 1844
- Antoinella Jeannel, 1937
- Aphaenopidius J. Muhler, 1913
- Aphaenopsis J. Muller, 1913
- Aphaenops Bonvouloir, 1862
- Apocimmerites Belousov, 1998
- Apoduvalius Jeannel, 1953
- Aputrechisibus Trezzi, 2007
- Arctaphaenops Meixner, 1925
- Austrotrechus Moore, 1972
- Awatrechus Ueno, 1955
- Balazucellus Deuve, 2001
- Beronaphaenops Gueorguiev, 2012
- Bhutanotrechus Ueno, 1977
- Blemus Dejean, 1821
- Boldoriella Jeannel, 1928
- Boreaphaenops Ueno, 2002
- Bothynotrechus Moore, 1972
- Cathaiaphaenops Deuve, 1996
- Caucasaphaenops Belousov, 1999
- Caucasorites Belousov & Zamotajlov, 1997
- Chaetoduvalius Jeannel, 1928
- Chaetotrechiama Ueno, 1982
- Chiapadytes Vigna Taglianti, 1977
- Cimmerites Jeannel, 1928
- Cimmeritodes Deuve, 1996
- Columbitrechus Mateu, 1982
- Coreoblemus Ueno, 1969
- Croatotrechus Casale & Jalzic, 1999
- Daiconotrechus Ueno, 1970
- Dalmataphaenops Monguzzi, 1993
- Darlingtonea Valentine, 1952
- Deuveotrechus Ueno, 1995
- Doderotrechus Vigna Taglianti, 1968
- Dongodytes Deuve, 1993
- Duvalioblemus Deuve, 1995
- Duvaliomimus Jeannel, 1928
- Duvaliopsis Jeannel, 1928
- Duvalius Delarouzee, 1859
- Eocnides Jeannel, 1954
- Epaphiopsis Ueno, 1953
- Erebotrechus Britton, 1964
- Eutrechopsis Moore, 1972
- Eutrechus Moore, 1972
- Geotrechus Jeannel, 1919
- Giraffaphaenops Deuve, 2002
- Goedetrechus Moore, 1972
- Gotoblemus Ueno, 1970
- Guizhaphaenops Vigna Taglianti, 1997
- Gulaphaenops Ueno, 1987
- Himalaphaenops Ueno, 1980
- Homaloderodes Jeannel, 1962
- Hydraphaenops Jeannel, 1926
- Iberotrechus Jeannel, 1920
- Iga Ueno, 1953
- Incatrechus Mateu, 1982
- Inotrechus Dolzhanski & Ljovuschkin, 1989
- Ishidatrechus Ueno, 1956
- Ishikawatrechus Habu, 1950
- Italaphaenops Ghidini, 1964
- Jalzicaphaenops Lohai & Lakota, 2010
- Javorella Curcic & al., 2003
- Jeannelius Kurnakov, 1959
- Junaphaenops Ueno, 1997
- Junnanotrechus Ueno & Vi, 1993
- Kettlotrechus Townsend, 2010
- Kosswigia Jeannel, 1947
- Kupetrechus Larochelle & Lariviere, 2007
- Kurasawatrechus Yoshida & Nomura, 1952
- Kusumia Ueno, 1952
- Lanxangaphaenops Deuve, 2012
- Laosaphaenops Deuve, 2000
- Lessinodytes Vigna Taglianti, 1982
- Libotrechus Ueno, 1998
- Luoxiaotrechus Tian & Yin, 2013
- Luraphaenops Giordan, 1984
- Luyatrechus M.Etonti & Mateu, 2000
- Luzonotrechus Ueno, 1979
- Mamesdytes Trezzi, 2007
- Masuzoa Ueno, 1960
- Masuzonoblemus Ueno, 1989
- Mayaphaenops Vigna Taglianti, 1977
- Meganophthalmus Kurnakov, 1959
- Mexaphaenops Bolivar y Pieltain, 1943
- Mexitrechus Barr, 1982
- Mimanillus Moore, 1972
- Mimotrechus Moore, 1972
- Minimaphaenops Deuve, 2000
- Minosaphaenops Queinnec, 2008
- Nannotrechus Winkler, 1926
- Neaphaenops Jeannel, 1920
- Nelsonites Casale & Laneyrie, 1982
- Neotrechus J. Muller, 1913
- Nesiotrechus Ueno, 1995
- Nipponaphaenops Ueno, 1971
- Nototrechus Moore, 1972
- Omalodera Solier, 1879
- Oodinotrechus Ueno, 1998
- Oroblemites Ueno & Pawlowski, 1981
- Oroblemus Ueno & Yoshida, 1966
- Orotrechus J. Muller, 1913
- Oxytrechus Jeannel, 1927
- Paracimmerites Belousov, 1998
- Paragonotrechus Ueno, 1981
- Paraphaenops Jeannel, 1916
- Paratrechiotes Ueno, 1995
- Paratrechus Jeannel, 1920
- Pheggomisetes Knirsch, 1923
- Pogonoschema Jeannel, 1927
- Pontodytes Casale & Giachino, 1989
- Porocimmerites Belousov, 1998
- Pseudanophthalmus Jeannel, 1920
- Pseudaphaenops Winkler, 1912
- Pseudocnides Jeannel, 1927
- Pseudotrechisibus Mateu & Belles, 1982
- Putzeysius Jeannel, 1962
- Qianaphaenops Ueno, 2000
- Qianotrechus Ueno, 2000
- Queinnectrechus Deuve, 1992
- Rakantrechus Ueno, 1951
- Ryugadous Habu, 1950
- Sardaphaenops Cerruti & Henrot, 1956
- Sbordoniella Vigna Taglianti, 1980
- Scotoplanetes Absolon, 1913
- Scototrechus Britton, 1962
- Shenaphaenops Ueno, 1999
- Shilinotrechus Ueno, 2003
- Shuaphaenops Ueno, 1999
- Sidublemus Tian & Yin, 2013
- Sinaphaenops Ueno & Wang, 1991
- Sinotrechiama Ueno, 2000
- Sinotroglodytes Deuve, 1996
- Sloanella Jeannel, 1927
- Speotrechus Jeannel, 1922
- Stevensius Jeannel, 1923
- Stygiotrechus Ueno, 1958
- Subilsia Espanol, 1967
- Suzuka Ueno, 1956
- Taiwanotrechus Ueno, 1987
- Taniatrechus Belousov & Dolzhanski, 1994
- Tasmanorites Jeannel, 1927
- Tasmanotrechus Moore, 1972
- Taurocimmerites Belousov, 1998
- Thalassoduvalius Ueno, 1956
- Tienmutrechus Suenson, 1957
- Toshiaphaenops Ueno, 1999
- Trechiama Jeannel, 1927
- Trechiamiotes Deuve, 1998
- Trechicomimus Mateu & Negre, 1972
- Trechiella Jeannel, 1927
- Trechimorphus Jeannel, 1927
- Trechinotus Jeannel, 1962
- Trechiotes Jeannel, 1954
- Trechisibus Motschulsky, 1862
- Trechistus Moore, 1972
- Trechoblemus Ganglbauer, 1891
- Trechus Clairville, 1806
- Trichaphaenops Jeannel, 1916
- Troglocimmerites Ljovuschkin, 1970
- Tropidotrechus Jeannel, 1927
- Typhlotrechus J. Muhler, 1913
- Uenotrechus Deuve & Tian, 1999
- Ushijimaella Ueno, 1980
- Velebitaphaenops Casale & Jalzic, 2012
- Vietotrechus Ueno, 1995
- Xenotrechus Barr & Krekeler, 1967
- Yamautidius Ueno, 1957
- Zhijinaphaenops Ueno & Ran, 2002